# Papiro 33
O Papiro 33 ({\displaystyle {\mathfrak {P}}}33) é um antigo papiro do Novo Testamento que contém fragmentos dos  capítulos sete e quinze dos Actos dos Apóstolos (7:6-10.13-18; 15:21-24.26-32).